# Saxman
Saxman − miasto, zamieszkane przez 382 osoby, w Stanach Zjednoczonych, w stanie Alaska, w okręgu Ketchikan Gateway, na wyspie Revillagigedo.